# Air Antilles
Air Antilles (ursprünglich Air Antilles Express) ist eine französische Fluggesellschaft mit Sitz in Pointe-à-Pitre in Guadeloupe und Basis auf dem Flughafen Pointe-à-Pitre. Sie ist eine Tochtergesellschaft der Air Guyane.

## Geschichte
Air Antilles nahm ihren Flugbetrieb 2002 unter dem Namen Air Antilles Express auf. Sie gehört zu 100 % der Air Guyane aus Französisch-Guayana.
Im Jahr 2016 wurde sie in Air Antilles umbenannt.
Die französische Luftfahrtbehörde DGAC ordnete am 27. August 2021 ein Zwanggrounding der Fluggesellschaft wegen „eklatanten“ Wartungsmängel an.
Im August 2023 wurde vom Handelsgericht in Pointe-à-Pitre die Liquidation für die Muttergesellschaft CAIRE beschlossen. Für Air Antilles und Air Guyane wurde eine Weiterführung für zwei Monate garantiert. Am 29. September 2023 wurde vom Das Handelsgericht in Pointe-à-Pitre der Erwerb der Vermögenswerte von Air Antilles durch das Konsortium aus dem Overseas Territorial Collectivité von Saint-Martin (Regierung von Saint-Martin) und EDEIS offiziell genehmigt. In der neuen Gesellschaft besitzt die Collectivité 60 % der Anteile und EDEIS 40 %. Die ehemalige Muttergesellschaft Air Guyane wird liquidiert.

## Flugziele
Air Antilles bedient von Pointe-à-Pitre aus die Inseln der Kleinen Antillen und Miami.

## Flotte

### Aktuelle Flotte
Mit Stand August 2023 besteht die Flotte der Air Antilles aus acht Flugzeugen mit einem Durchschnittsalter von 9,3 Jahren:
| Flugzeugtyp          | Anzahl | bestellt | Anmerkungen  |
| -------------------- | ------ | -------- | ------------ |
| ATR 42-500           | 3      |          |              |
| ATR 42-600           | 1      |          |              |
| ATR 72-600           | 2      |          |              |
| DHC-6-400 Twin Otter | 2      |          | eine inaktiv |
| gesamt               | 8      | -        |              |

### Ehemalige Flugzeugtypen
ATR 42-300